# Er rufet seinen Schafen mit Namen

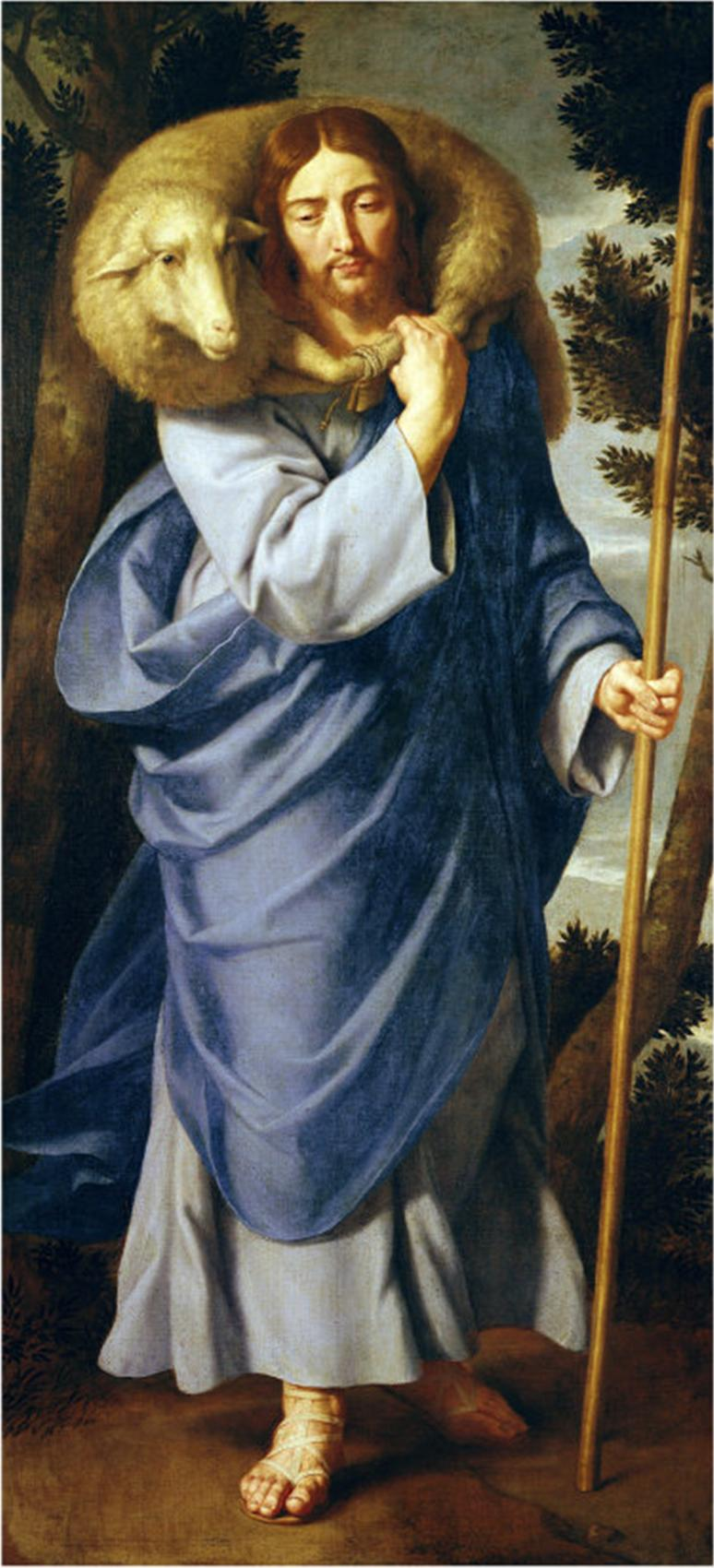
Le Bon-Pasteur, Jean-Baptiste de Champaigne

Er rufet seinen Schafen mit Namen (Il appelle ses brebis par leur nom), (BWV 175), est une cantate religieuse de Johann Sebastian Bach composée à Leipzig en 1725.

## Histoire et livret

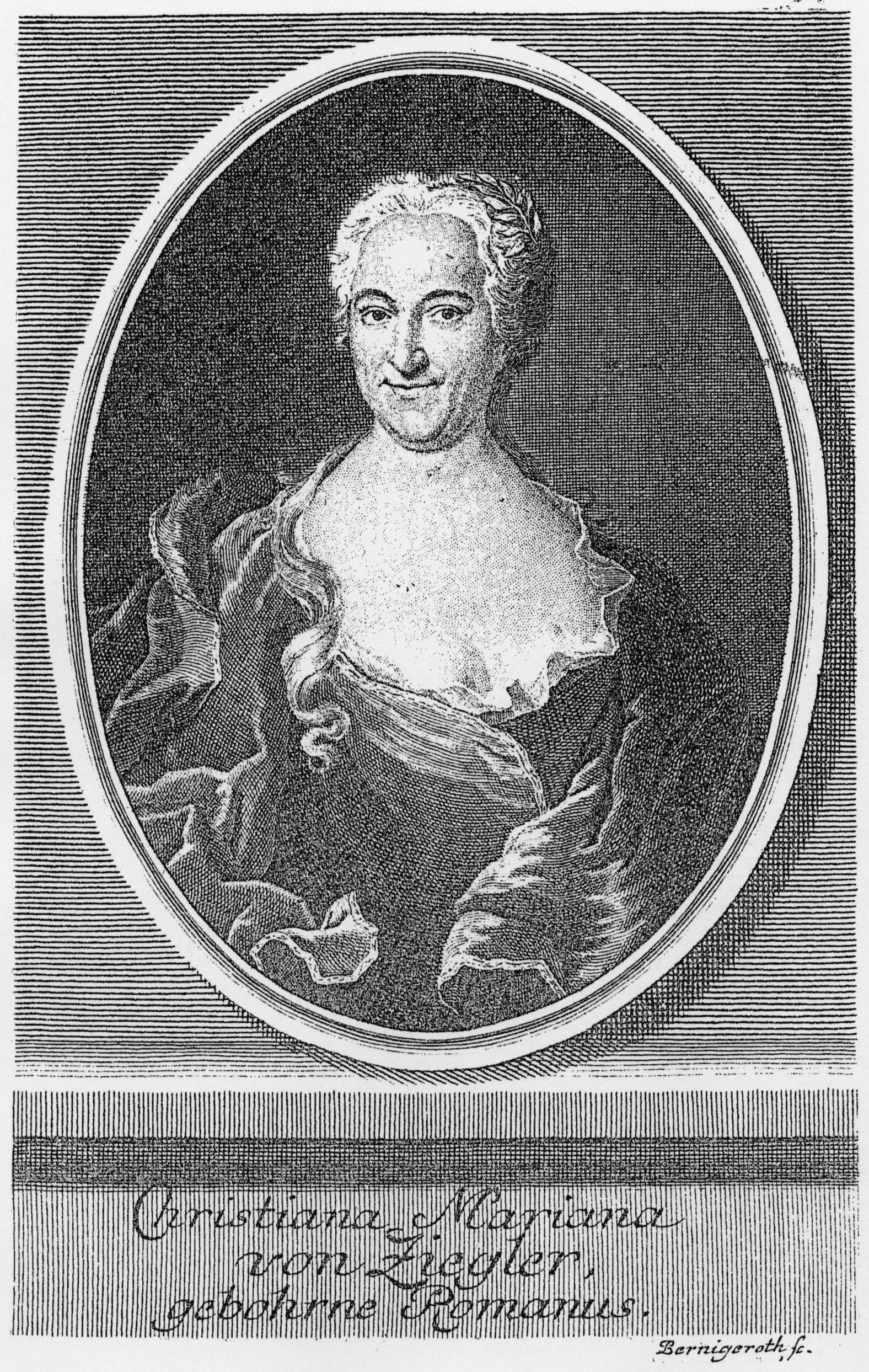
Christiana Mariana von Ziegler.

Bach écrivit la cantate pendant sa deuxième année à Leipzig pour le mardi de Pentecôte et la dirigea le 22 mai 1725. Pour cette destination liturgique, une autre cantate a franchi le seuil de la postérité : la BWV 184. Lors de sa deuxième année à Leipzig Bach avait composé des cantates pour le premier dimanche après la Trinité et le Dimanche des Rameaux mais pour Pâques il revint à des cantates sur des textes plus variés, peut-être parce qu'il avait perdu son librettiste. Neuf de ses cantates pour la période entre Pâques et la Pentecôte reprennent des textes de Christiana Mariana von Ziegler. Ultérieurement, Bach intégra la plupart d'entre elles, y compris cette-ci, dans son troisième cycle annuel.
Les lectures prescrites pour la fête étaient extraites des Actes des Apôtres (8:14-17) et de l'Évangile de l'apôtre Jean 10:1-10, la rencontre de Jésus et de Nicodème. La cantate traite deux sujets, le Bon-Pasteur et la brebis qui entend sa voix dans les parties 1 à 4 et ceux qui ne l'entendent pas dans les parties 5 à 7. Le livret utilise l'expression « verblendete Vernunft » (la « raison abusée » ou « trompée ») et s'adresse ainsi au courant naissant de l'Aufklärung. La cantate se clôt avec la 9e strophe (Nun, werter Geist, ich folg' dir : « Maintenant, esprit digne [de confiance »], je te suis), extraite du choral O Gottes Geist, mein Trost und Ruh (« Ô esprit de Dieu, ma consolation et mon repos ») de Johann Rist.

## Structure et instrumentation
La cantate est composée avec une instrumentation inhabituelle. Trois solistes, alto, ténor et basse et un chœur à quatre voix dans le choral final avec trois flûtes à bec, deux trompettes, un violoncelle piccolo, deux violons, un alto et basse continue. Les flûtes à bec soulignent l'aspect pastoral de la cantate.
1. récitatif (ténor) : Er rufet seinen Schafen mit Namen
2. aria (alto) : Komm, leite mich
3. récitatif (ténor) : Gott will, o ihr Menschenkinder
4. aria (ténor) : Es dünket mich, ich seh' dich kommen
5. récitatif (alto, basse) : Sie vernahmen aber nicht
6. aria (basse) : Öffnet euch, ihr beiden Ohren
7. choral : Nun, werter Geist, ich folg' dir

## Musique
La première citation de la Bible est chantée par le ténor qui représente la voix de l'Évangéliste. Trois flûtes à bec, instruments des bergers, accompagnent le récitatif « Er rufet seinen Schafen mit Namen und führet sie hinaus » (Il appelle ses brebis par leur nom et il les conduit dehors),,. Les flûtes à bec donnent aussi à l'aria une coloration pastorale avec une mesure à 12/8. Le court récitatif qui suit est une demande présentant une intensité dramatique parcourue de dissonances, comme une brebis perdue appelle son berger, « Wo find' ich dich ? Ach, wo bist du verborgen ? » (Où puis-je te trouver ? Ah, où es-tu caché ?). Pour décrire le soulagement lors de l'annonce de son arrivée, Bach a réutilisé (en le transposant à la tierce mineure, dialogué - concerté - avec un violoncelle piccolo à cinq cordes) le 7e mouvement (la 7e partie ou 7e numéro) de sa cantate profane Durchlauchtster Leopold (« Très illustre Léopold ») BWV 172a. Ce 7e numéro est une vaste bourrée de structure da capo initialement chantée avec violoncelle obligé (donc concertant) et basson à l'unisson. La mesure du poème ne correspond cependant pas au texte, comme si Bach avait voulu se démarquer d'une parodie (d'une adaptation) trop exacte de Christiana Mariana von Ziegler.
Le récitatif central du 5e mouvement est le titre de la cantate accompagné par les cordes. Il commence par une citation biblique chantée par l'alto en tant qu'Évangéliste, « Sie vernahmen aber nicht, was es war, das er zu ihnen gesaget hatte » (mais ils ne comprirent pas ce qu'Il lui avait dit), et conduit à un Arioso (pour voix de basse) sur la dernière ligne, une admonition à ne pas méconnaître les paroles de Jésus. L'avertissement est renforcé par un accompagnement à deux trompettes dans l'aria suivante qui parle de l'enfer et de la mort : « Jesus hat euch zugeschworen, daß der Teufel, Tod erlegt » (Jésus vous a juré qu'il a tué le diable). Les trompettes sont silencieuses dans l'épisode central qui mentionne les dons de Jésus : Grâce, abondance et plénitude de la vie. Il est possible que cette aria soit une parodie (une adaptation) mais on n'en connaît pas le modèle.
Le choral est repris de la cantate de Pentecôte Wer mich liebet, der wird mein Wort halten, BWV 59. La mélodie du choral pour la Pentecôte Heiliger Geist, Herre Gott (Esprit Saint, Seigneur Dieu), prévue pour chœur à quatre voix et trois parties indépendantes de flûte à bec, reprend ainsi l'instrumentation du début.

## Sources
- Gilles Cantagrel, Les cantates de J.-S. Bach, Paris, Fayard, mars 2010, 1665 p.  (ISBN 978-2-213-64434-9)

- (de)/(en) Cet article est partiellement ou en totalité issu des articles intitulés en allemand « Er rufet seinen Schafen mit Namen » (voir la liste des auteurs) et en anglais « Er rufet seinen Schafen mit Namen, BWV 175 » (voir la liste des auteurs).